# Quechua de Cajamarca
El quechua cajamarquino (en quechua: qichwa, kichwa, runashimi o linwa), es un lecto quechua hablado aisladamente en las partes altas occidentales de la provincia de Cajamarca (distritos de Cajamarca, Baños del Inca y Chetilla).  Es mutuamente inteligible con el quechua lambayecano.  El quechua cajamarquino es parte de la rama quechua periférica o Quechua II.
Esta lengua nunca fue hablada en toda la región; no obstante, está probablemente en franco retroceso en relación con el español: solo se conserva en municipalidades rurales como Chetilla o Porcón, y aún en estas zonas niños han comenzado a hablar exclusivamente castellano.  Dada a la mala reputación de lengua indígena, los datos censales son mucho más bajos que las cifras reales, por lo que la cantidad de hablantes varía ente 10 y 30 mil usuarios.
El quechua cajamarquino retuvo del protoquechua muchas características como la diferenciación entre las consonantes africadas retrofleja /ʈ͡ʂ/ y postalveolar /t͡ʃ/ y entre las fricativas alveolar /s/ y postalveolar /ʃ/.  La aspirada */h/ se ha silenciado.  Como en otras variantes, el plural es marcado con el sufijo -llapa.
Félix Quesada publicó la primera gramática y el primer diccionario de quechua cajamarquino en 1976 por iniciativa del gobierno militar. Posteriormente, David Coombs realizó trabajo de campo según SIL International.  Por iniciativa suya se editó una traducción del Nuevo Testamento en 2005.  Existe además la Academia Regional del quechua en Cajamarca.  Aisladamente, el quechua cajamarquino,  recientemente, se dictó como curso escolar.
La ortografía usada por SIL no concuerda completamente con el alfabeto oficial:  Es pentavocalista y fonemiza la sonorización de las consonantes oclusivas /p, t, k/ después de la nasal alveolar /n/.
La preservación y difusión del quechua cajamarquino es llevada a cabo por organizaciones como la Academia Regional del Idioma Quechua de Cajamarca "ARIQC" (fundada en 1983, con sedes y filiales en Cajamarca, Porcón, Chetilla y varios centros poblados), la Red de Bibliotecas Rurales de Cajamarca, la Unidad de Gestión Educativa Local de Cajamarca (UGEL Cajamarca), la Academia Quechua de Chota, entre otras organizaciones.

### Cuentos en quechua cajamarquino
- Unay willanakuna: Urqu Kilish (El Apu Quilish y otros cuentos, recopilados por Dolores Ayay Chilón, ARIQC)
- Cuentokuna llaqtancheqmanta (enlace roto disponible en Internet Archive; véase el historial, la primera versión y la última). (1979, contados por Blanca Ortiz Chamán, Cruz Landa Quito, Vicente Ortiz Alaya, recopilados por David Coombs, SIL, PDF 1,0 MB)
- Shumaq Kwintukuna (enlace roto disponible en Internet Archive; véase el historial, la primera versión y la última). (1983, contados por Cruz Landa Quito, Vicente Ortiz Alaya, SIL, PDF 1,4 MB)
- Unay Kwintitukuna (enlace roto disponible en Internet Archive; véase el historial, la primera versión y la última). (1997, recopilados por Santos A. Calua Terán, SIL, PDF 2,4 MB)

- Datos: Q35112